# Chromodoris dictya
Chromodoris dictya is een slakkensoort uit de familie van de Chromodorididae. De wetenschappelijke naam van de soort is voor het eerst geldig gepubliceerd in 1970 door Er. Marcus & Ev. Marcus.